# Kraigorți, Șumen
Kraigorți (în bulgară Крайгорци) este un sat în comuna Vărbița, regiunea Șumen,  Bulgaria. 

## Demografie
Componența etnică a satului Kraigorți
     Turci (95,14%)
     Nicio identificare (4,85%)
     Altele (0%)
La recensământul din 2011, populația satului Kraigorți era de 206 locuitori. Din punct de vedere etnic, majoritatea locuitorilor (95,14%) erau turci. Pentru 4,85% din locuitori nu este cunoscută apartenența etnică.